# اصل تسلیط
اصل تسلیط به معنای «استفاده از حق، به هر نحوی که صاحب حق مقتضی بداند» از اصول مسلم در همه سیستمهای حقوقی است.
در آراء محاکم کشورهایی که دارای سیستم حقوقی کامن‌لا می‌باشند نیز این اصل مورد لحاظ قرار گرفته‌است.
تسلیط یک قاعده مسلم فقهی است. بر اساس این قاعده هر گاه کسی بر مالی از مسیر شرعی و قانونی سلطه یافت کسی نمی‌تواند او را از انتفاع از آن مال بازدارد. اصل تسلیط تأکید بر این موضوع دارد که همه مردم حق دارند بر اموال و نفس خود مسلط باشند.
فقها و حقوقدانان اسلامی با تمسک به حدیث نبوی «الناس مسلطون علی اموالهم» اصل تسلیط را از اصول مسلم حقوق اسلامی می‌دانند.